# Lions de Columbia
Les Lions de Columbia (en anglais : Columbia Lions) sont un club omnisports universitaire de l'université Columbia à New York fondé en 1754. Les équipes des Lions participent aux compétitions universitaires organisées par la National Collegiate Athletic Association. Columbia fait partie de la division Ivy League.
L'équipe de football américain des Lions de Columbia remporta le Rose Bowl Game en 1934 tandis que l'équipe d'escrime fut championne NCAA à cinq reprises de 1987 à 1993.
Parmi les anciens élèves passés par Columbia, citons Lou Gehrig (baseball), Ben Johnson (athlétisme) et Sid Luckman (football américain).